# Władysław Chowaniec
Władysław Chowaniec (ur. 26 marca 1901 w Stanisławowie, zm. 2 marca 1987) – polski inżynier mechanik, dr hab., profesor Politechniki Wrocławskiej.
Był synem Stanisława, właściciela drukarni w Stanisławowie i Sabiny Dankiewicz, bratem Tadeusza (1897–1940), ofiary zbrodni katyńskiej, Czesława i Wacława. W latach 1922 do 1939 współwłaściciel drukarni w Stanisławowie. Absolwent z 1929 Politechniki Lwowskiej. Jako ochotnik walczył we wrześniu 1939 roku pod rozkazami gen. Franciszka Kleeberga. Ranny pod Kockiem, uniknął niewoli. Od 1945 adiunkt, a następnie (1949) zastępca profesora Uniwersytetu i Politechniki we Wrocławiu. Dziekan Wydziału Mechanicznego Politechniki Wrocławskiej (1950-1952). Docent (1955) od 1960 profesor Wydziału Mechanicznego Politechniki Wrocławskiej. Doktor honoris causa Uniwersytetu Technicznego w Dreźnie (1969).
Pochowany na cmentarzu św. Rodziny przy ul. Smętnej we Wrocławiu.

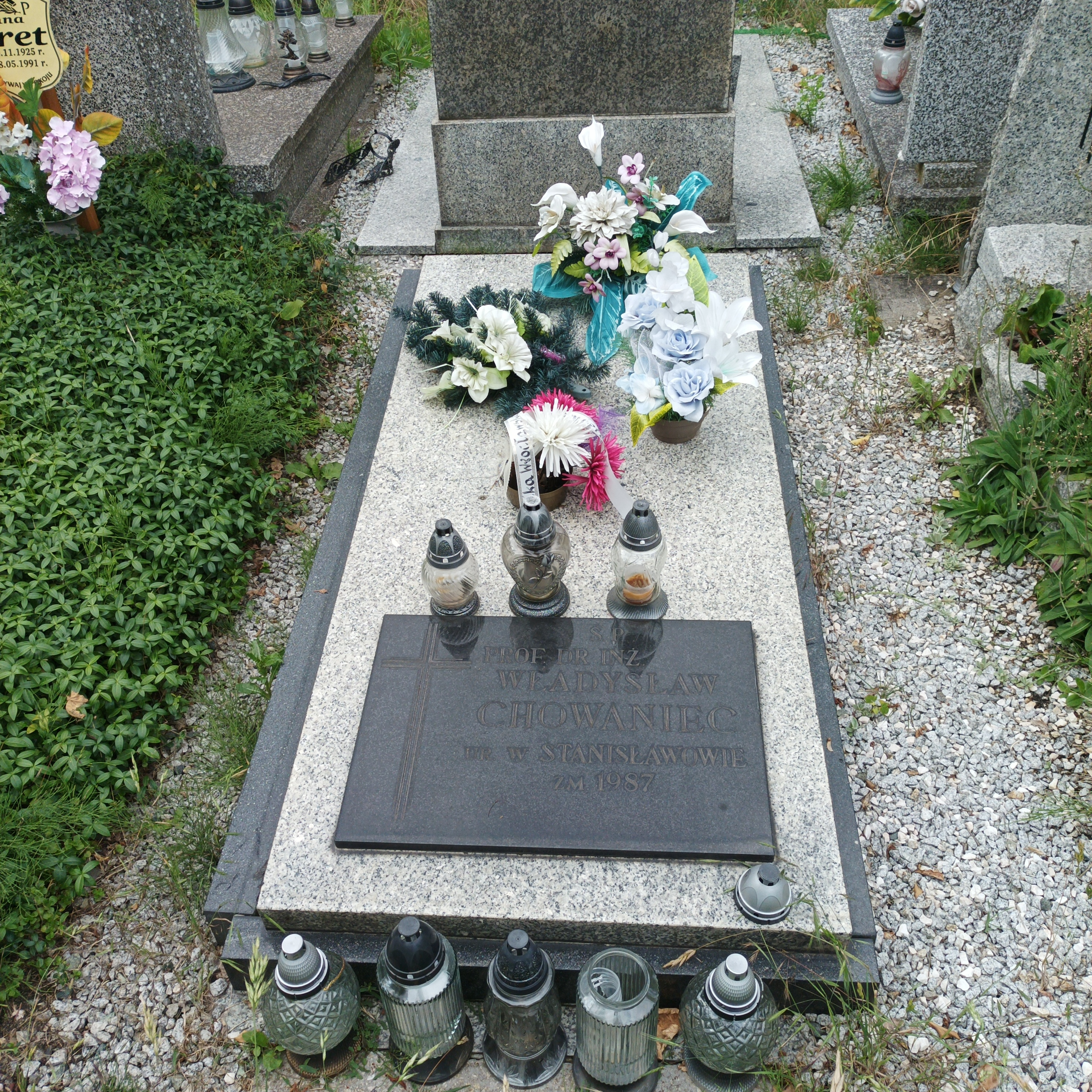
Grób prof. Władysława Chowańca na Cmentarzu Świętej Rodziny